# Conus eques
Conus eques é uma espécie de gastrópode do gênero Conus, pertencente a família Conidae.